# Louis Xavier de Luzines
Louis Xavier de Luzines est un homme politique français né le 15 novembre 1768 à Versailles (Yvelines) et décédé le 14 juillet 1827 à Paizay-le-Sec (Vienne).
Propriétaire, fils d'un ancien valet de chambre du Roi, il est député de la Vienne de 1815 à 1819 siégeant dans la majorité soutenant la Restauration.

## Sources
- « Louis Xavier de Luzines », dans Adolphe Robert et Gaston Cougny, Dictionnaire des parlementaires français, Edgar Bourloton, 1889-1891 [détail de l’édition]